# Єжи Петерсбурський
Єжи Петерсбурський (пол. Jerzy Petersburski; 20 квітня 1895, Варшава — 7 жовтня 1979, там само) — польський  піаніст, диригент і композитор популярної музики, відомий головним своїми танго, деякі з яких, наприклад, To ostatnia niedziela (в СРСР відоме як «Утомлённое солнце»), Tango milonga (інша назва Oh, Donna Clara) та інші були віхами в популяризації музичного жанру в Польщі і широко відомі у світі і до сьогодні. Також відомий своїм вальсом «Синий платочек».
У роки життя в СРСР відомий як Єжі (Юрій, Георгій) Петербургський і навіть як Петербургський Гаррі, в Аргентині — як George Petersburski.

## Біографія

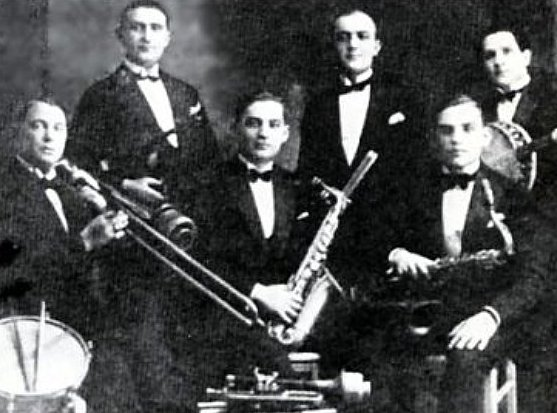
Оркестр Артура Голда і Єжи Петерсбурського 1930-ті роки. Єжи Петерсбурський стоїть в центрі.

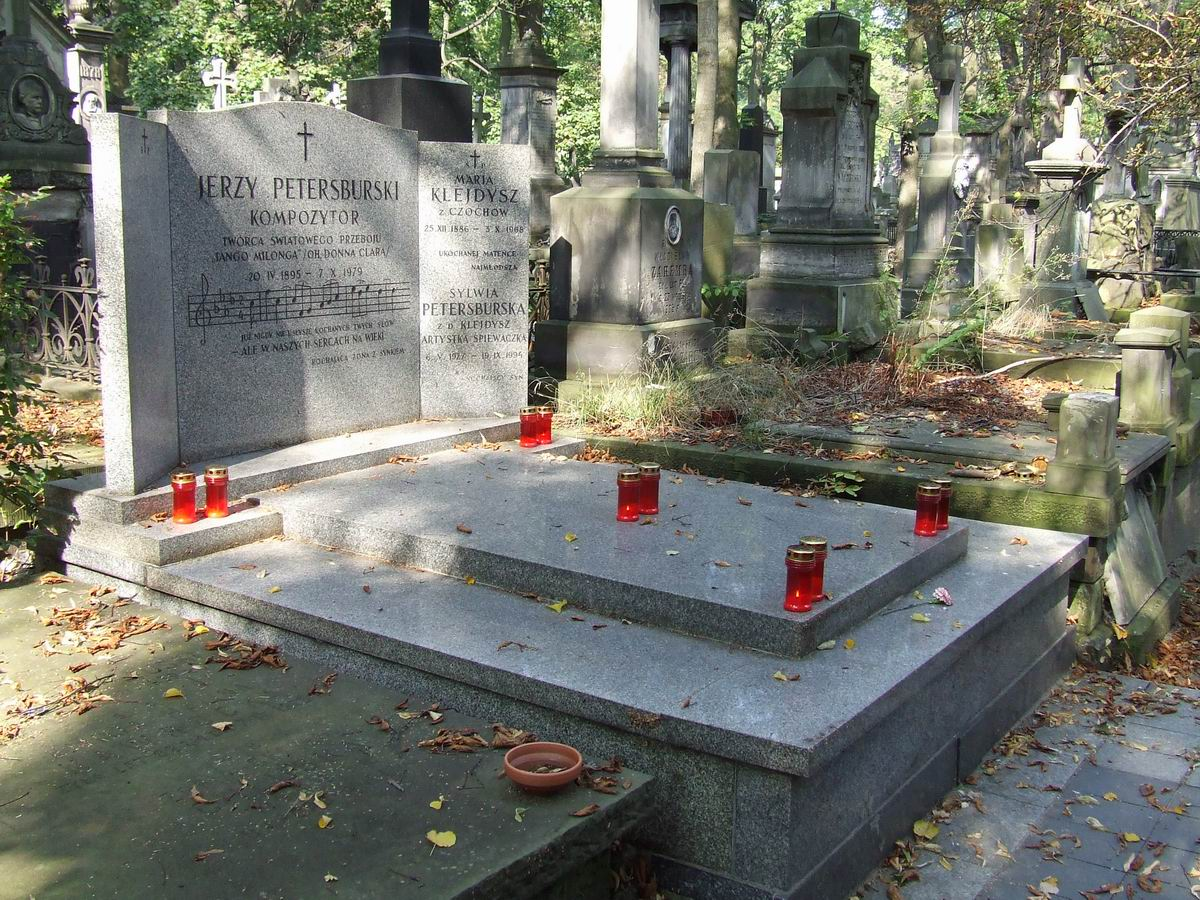
Могила Єжі Петерсбурського на Повонзківському цвинтарі у Варшаві

Батько Якуб Петерсбурський, по матері Пауліні походив з відомої варшавської, єврейської клезмерської сім'ї Мелодистів (Melodysta), яка багато зробила для розвитку клезмерської, популярної і джазової музики.
Мати почала навчати Єжи музиці з чотирьох років. Після закінчення гімназії навчався у Варшавській консерваторії по класу фортепіано у професора Олександра Михаловського. Консерваторію закінчив 1916 р. Студентом дебютував як акомпаніатор в театрі «Міраж». Першу пісню Є. Петерсбурського Велика Тедора на слова Юліана Тувіма виконала Марія Стронська в кабаре «Чорний кіт».
1920 року поїхав до Віденської консерваторії вивчати композиції, диригування та фортепіано в піаніста-віртуоза і композитора Артура Шнабеля. Спочатку Єжи планував присвятити себе кар'єрі піаніста-віртуоза. Але, коли познайомився з Імре Кальманом, той переконав його відійти від класичної музики заради написання легкої (популярної) музики. У цьому ж році написав свої перші хіти, найпершим же результатом його нового захоплення став англійський вальс В Грінзінгу за вином (Грінзінг — район Відня), який здобув популярність на тамтешньому музичному ринку.
Повернувся до Варшави. Брав участь у польсько-радянській війні 1920 р., а після завершення військової служби в першому авіаполку, до якого вступив добровольцем, почав тісно співпрацювати з музичним театром «Міраж» і кабаре «Перське Око» (згодом стало називатись «Морське Око»). Вже тоді його пісні відрізнялись від посередніх.
Єжи Петерсбурський працював у міжвоєнний період як піаніст, композитор і аранжувальник, акомпанував Олександру Вертинському, працював над піснями для варшавських зірок кабаре і ревю. Написав і опрацював, серед іншого: Велика Тедора для Марії Станчик, Я боюся сама спати представлена Зулею Погжельською, вальс Молодим бути і більш нічого з кінофільму Щаслива 13-ка і Сам мені казав для Ханки Ордонувни.